# منتخب موريشيوس لكأس ديفيز
منتخب موريشيوس لكأس ديفيز (بالإنجليزية: Mauritius Davis Cup team)‏ هو ممثل موريشيوس الرسمي في كرة المضرب في كأس ديفيز.